# Kaszewska Wola
Kaszewska Wola dawniej też Kaszowska Wola – wieś w Polsce położona w województwie mazowieckim, w powiecie radomskim, w gminie Przytyk. Ma status sołectwa. Przez miejscowość przebiega droga wojewódzka nr 732.
W skład sołectwa Kaszewska Wola wchodzi także Sewerynów.
| SIMC    | Nazwa             | Rodzaj    |
| ------- | ----------------- | --------- |
| 0634176 | Marysin Kaszewski | część wsi |

W latach 1975–1998 miejscowość administracyjnie należała do województwa radomskiego.
Wierni Kościoła rzymskokatolickiego należą do parafii św. Jana Chrzciciela w Kaszowie. 